# Musée d'Art moderne et d'Art contemporain de Nice
Pour les articles homonymes, voir Musée d'art moderne et contemporain.
Le musée d’Art moderne et d’Art contemporain, appelé aussi Mamac, est un musée consacré à l'art moderne et l'art contemporain ouvert depuis le 21 juin 1990 à Nice.

## Présentation

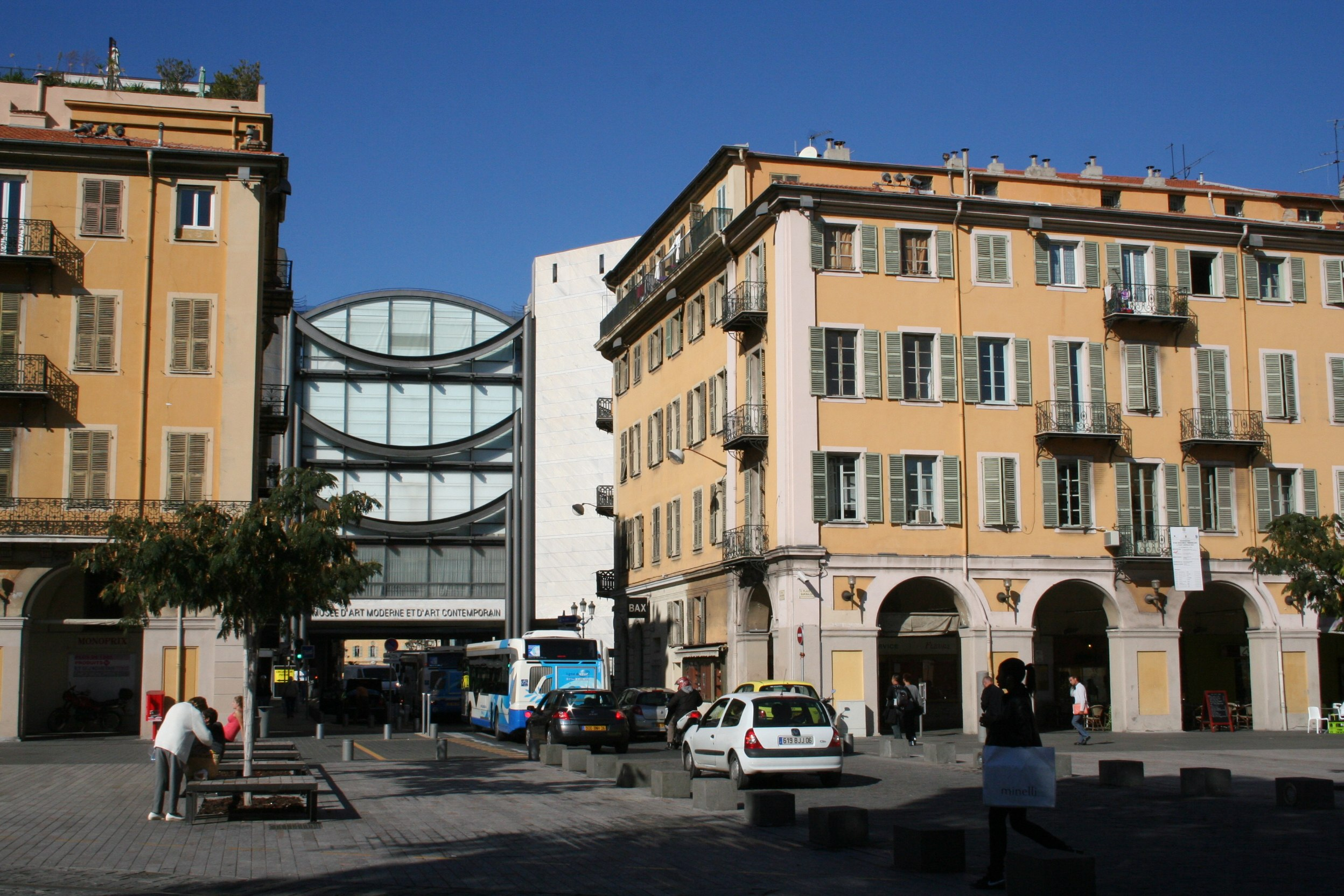
Vue du côté ouest de la place Garibaldi et du musée d'art moderne et d'art contemporain (MAMAC)

Situé à côté de la place Garibaldi, conçu par les architectes Yves Bayard et Henri Vidal, il a la forme d’un arc tétrapode à cheval sur le cours du Paillon. La monumentalité du projet développé sur la couverture du Paillon permet de relier par une terrasse, nommée Promenade des arts, le musée à un théâtre. Avec son plan carré, son architecture s’inspire des règles du néo-classicisme. La superficie disponible est d’environ 4 000 m2 répartie sur neuf salles d’exposition pour trois niveaux. Ses façades lisses sont recouvertes de marbre blanc de Carrare. L’entrée et la boutique se trouvent au niveau de l’esplanade Niki de Saint Phalle surplombant la place Yves Klein où se trouve également l'auditorium et la galerie contemporaine du musée. Les espaces muséaux sont consacrés au premier étage aux expositions temporaires, le deuxième et troisième niveau abritent les collections permanentes.
En 2010, le musée a accueilli 162 951 visiteurs, ce qui en fait le deuxième site unique le plus fréquenté de Nice.

### Horaires et tarifs
Le musée est ouvert tous les jours de 11 heures à 18 heures sauf le lundi et 1er janvier, dimanche de Pâques, 1er mai et 25 décembre. L'entrée est gratuite pour les étudiants.

## Les collections
Elles comportent 1331 œuvres de 346 artistes au 13 octobre 2014, dont 436 peintures et 292 sculptures et installations, qui offrent un panorama d’avant-garde de la création artistique de la fin des années 1950 à nos jours, articulé autour de différents mouvements.

### Les mouvements et les artistes
- Les Nouveaux réalistes européens avec les niçois Arman, Yves Klein et Martial Raysse, aux côtés de César, Christo, Niki de Saint Phalle, Mimmo Rotella, François Dufrêne, Jean Tinguely, Gérard Deschamps, Daniel Spoerri, Raymond Hains, Jacques Villeglé, Alain Jacquet
- La version américaine avec le Pop art est représentée par une collection d’œuvres de Roy Lichtenstein, Robert Indiana, Andy Warhol, James Rosenquist, Claes Oldenburg, Tom Wesselmann, John Chamberlain, Jim Dine, George Segal et du néo-dadaïste Robert Rauschenberg[3].
- L’École de Nice avec Ben est rapprochée de plusieurs œuvres représentatives de Fluxus comme avec Robert Filliou
- L’Arte Povera regroupe plusieurs artistes dont Pier Paolo Calzolari, Michelangelo Pistoletto ou Enrica Borghi
- Supports/Surfaces est représenté avec Noël Dolla, Marcel Alocco, André-Pierre Arnal, Louis Cane, Daniel Dezeuze, Vincent Bioulès, Marcel Devade, Christian Jaccard, Bernard Pagès, Jean-Pierre Pincemin et Claude Viallat.
- Les minimalisme et color field américains sont illustrés par Morris Louis, Paul Jenkins, Kenneth Noland, Jules Olitski, Ellsworth Kelly, Sol Lewitt, Larry Poons (en), Frank Stella et Joseph Kosuth
- Le minimalisme européen avec François Morellet, Olivier Mosset, Jean-Pierre Raynaud, John Armleder, Bernar Venet, Jan Voss
- La figuration des années 60 et 80, par Hervé Télémaque, Bernard Rancillac, Antonio Recalcati, Ernest Pignon-Ernest, Keith Haring, Sandro Chia, Robert Combas, Hervé di Rosa, Rémi Blanchard, François Boisrond, Robert Longo, Jean-Charles Blais, Patrick Lanneau, Frédéric Fenollabbate

On trouve également des œuvres de Serge Charchoune, Alexander Calder, Joseph Cornell, Hans Hartung, Lucio Fontana, Nicolas de Staël, Simon Hantai, Pierre Soulages, Olivier Debré, Victor Vasarely, Karel Appel, Paul Mansouroff, Annette Messager, Jan Fabre, Ai Weiwei, Éric Michel, Claude Goiran, etc.

### Donations et dépôts
Depuis l’ouverture, Yves Klein bénéficie d’une salle où sont rassemblées une vingtaine de ses œuvres dont plusieurs appartiennent au fonds permanent du musée.
En octobre 2001, Niki de Saint Phalle lègue une importante partie de sa collection à la Ville de Nice pour le musée: le corps de la donation est composé de 170 œuvres dont 63 peintures et sculptures, 18 gravures, 40 lithographies, 54 sérigraphies et de nombreux documents originaux. Parmi les sculptures monumentales se trouve Le Monstre du Lochness
Les Empaquetages de Christo font partie du dépôt fait par la Lilja Art Fund Foundation.
En 2004, l'artiste suisse Albert Chubac offre une centaine d'œuvres au musée niçois.
En 2010, le collectionneur Khalil Nahoul fait don de 94 œuvres (peintures, dessins, estampes) dont des pièces de Pierre Soulages, Francis Bacon ou encore des Hans Hartung.
En 2014, le legs Berggreen comprenant des œuvres de John Armleder, Jean-Charles Blais, François Morellet, Claude Viallat ou Jean Michel Alberola.

## Expositions temporaires
Plus de 213 expositions temporaires ont eu lieu depuis l'ouverture du musée le 21 juin 1990.
- 8 expositions ont eu lieu à la Galerie des Ponchettes.
- 34 expositions ont eu lieu dans la Vitrine de l'atelier d'art contemporain.
- 89 expositions ont eu lieu à la Galerie du musée.
- 79 expositions ont eu lieu au musée.